# Мария Стюарт (опера)
Мари́я Стюа́рт (итал. Maria Stuarda) — лирическая трагедия в трех актах итальянского композитора Гаэтано Доницетти. Итальянское либретто Джузеппе Бардари по мотивам драмы немецкого писателя Фридриха Шиллера «Мария Стюарт» (1800). Премьера состоялась 30 декабря 1835 года в Милане в театре Ла Скала. Опера попала под запрет цензуры в 1836 году и практически не исполнялась до середины XX века, когда возобновился интерес к постановкам опер бельканто.

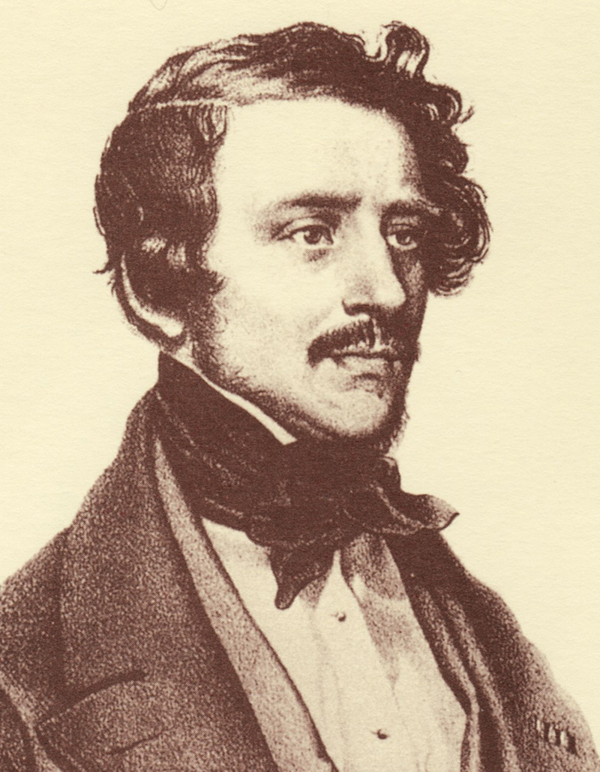
Гаэтано Доницетти

Опера «Мария Стюарт» относится к циклу опер Доницетти из истории Англии XVI века. Сюда входят также «Замок Кенилворт» (1829), «Анна Болейн» (1835) и «Роберто Деверё» (1837).

## Действующие лица
| Мария Стюарт, королева Шотландии                               | сопрано       |
| Елизавета, королева Англии                                     | сопрано       |
| Роберт Дадли, граф Лестер                                      | тенор         |
| Анна Кеннеди, придворная дама Марии Стюарт                     | меццо-сопрано |
| Лорд Уильям Сесил, канцлер                                     | баритон       |
| Джордж Тэлбот, граф Шрусбери                                   | бас           |
| Герольд                                                        | тенор         |
| Действие происходит в Лондоне и в замке Фотерингей в 1587 году |               |

## Либретто

### Акт первый. Вестминстерский дворец
Елизавета получает письмо от французского короля, в котором тот просит её руки для своего брата герцога Анжуйского. Одновременно король просит выпустить из заточения и отправить во Францию Марию Стюарт, которая уже много лет заключена в замке Фотерингей по обвинению в покушении на английский престол. За Марию просит также Тэлбот, граф Шрусбери. Категорически против высказывается лорд Сесил. Многое будет зависеть от позиции королевского фаворита графа Лестера. Елизавета оставляет Лестера с придворными. Тэлбот просит Лестера поддержать освобождение Марии и для этого устроить личную встречу Марии с Елизаветой. Лестер соглашается. Все, кроме Лестера, уходят. Возвращается Елизавета. После длительного объяснения Елизавета позволяет Лестеру убедить себя — она встретится с Марией и тогда решит её судьбу.

### Акт второй. Парк замка Фотерингей
Мария со своей придворной дамой Анной Кеннеди прогуливается по парку. Прекрасный весенний день рождает в душе узницы надежду на возможное освобождение. Издалека доносятся звуки приближающейся кавалькады охотников. Герольд сообщает, что это королева Елизавета. Входит Лестер. Он рассказывает Марии, что устроил как бы случайную встречу Елизаветы с нею, и умоляет Марию смирить свою гордость и на коленях молить об освобождении. Только так можно добиться милости Елизаветы. Входит Елизавета в сопровождении Тэлбота, Сесила и придворных. Мария опускается на колени. Елизавета подает руку для поцелуя. Кажется, примирение вот-вот состоится, но Сесил провоцирует Елизавету, и та подвергает Марию насмешкам, перечисляет её любовников, обвиняет в организации убийства собственного мужа. Гордость Марии оскорблена. Она бросает Елизавете самое страшное для той обвинение в том, что она не дочь Генриха, так как её мать Анна Болейн была уличена в супружеской измене и казнена за это, а сам король Генрих подвергал сомнению происхождение Елизаветы. Примирение более невозможно. Елизавета в гневе уходит. Марию берут под стражу.

### Акт третий. Сцена первая. Кабинет Елизаветы
Сесил настаивает на том, чтобы Елизавета подписала для Марии смертный приговор. Елизавета колеблется. Входит Лестер и просит помиловать Марию. Тогда Сесил обвиняет Лестера в том, что тот интригует в пользу Марии, потому что решил помочь ей захватить английский престол, жениться на ней, и таким образом стать королём. Разгневанная Елизавета подписывает приказ о казни Марии.

### Акт третий. Сцена вторая. Комната Марии
Лорды Сесил и Тэлбот приносят Марии смертный приговор. После его оглашения королева просит Тэлбота остаться: она испытывает к нему чувство уважения. Мария безутешна: приближается смерть, и призраки былых грехов тревожат её, ей то и дело мерещится тень её секретаря Риччо, убитого её мужем. Лорд Тэлбот открывает ей тайну, которая скрыта от всех при дворе: он — католический священник. Мария исповедуется ему в грехах праздности, гордыни и суесловия, признается, что хотела в союзе с дворянином Бабингтоном убить Елизавету и бежать из тюрьмы. Тэлбот отпускает ей грехи и причащает святых таинств.

### Акт третий. Сцена третья. Большой зал в замке Фотерингей
Придворные Марии оплакивают свою королеву. Входит Анна. Она в отчаянии. Появляется Мария. Она идёт с гордо поднятой головой в королевской мантии и короне. Торжественно прощается она со своими придворными, с Анной, благодарит за службу. Появляются Сесил, Тэлбот и Лестер. Мария благодарит Тэлбота и Лестера за помощь, с презрением отвечает Сесилу, предрекает скорый конец правления Елизаветы и возвращение на престол законной династии Стюартов. Все потрясены королевским величием Марии. Её уводят на казнь.

## Дискография
- Доницетти. Мария Стюарт. Л. Генчер, Ш. Верретт, Ф. Тальявини. Дирижёр Ф. Молинари-Праделли. Флорентийский музыкальный май 2.5.1967 / MEMORIES
- Доницетти. Мария Стюарт. М. Кабалье, М. В. Менендес, Х. Каррерас, Э. Серра. Дирижёр Н. Санти. Париж, Ралио Франс 26.3.1972
- Доницетти. Мария Стюарт.Б. Силлз, М. Гальвани, К. Ригель, Р. Фридерикс. Дирижёр Ч. Вилсон. NYCO 17.9.1972
- Доницетти. Мария Стюарт. Дж. Сазерленд, Ю. Туранжё, Л. Паваротти, Дж. Моррис. Дирижёр Р. Бонинг. DECCA 1976
- Доницетти. Мария Стюарт. Дж. Бейкер, Р. Плоурайт, Д. Рэндалл, Дж. Томлинсон. Дирижёр Чарльз Маккеррас. Лондон. CHANDOS 1982.
- Доницетти. Мария Стюарт. Э. Груберова, А. Бальтса, Ф. Арайса, С. Алаймо. Дирижёр Дж. Патане. Мюнхен. 1989.
- Доницетти. Мария Стюарт. Э. Груберова, С. Ганасси, Х. Д. Флорес, С. Орфила. Дирижёр Фридрих Хайдер. Барселона Liceu 20.11.2003

## Видеография
- Доницетти. Мария Стюарт. М. Кабалье, Б. Берини, Э. Химненс, Э. Серра. Дирижёр А. Гатто. Барселона Liceu 31.12.1978 (TV)
- Доницетти. Мария Стюарт. К. Ремиджио, С. Ганасси, Ж. Каллейя, Р. Дзанеллато. Дирижёр Фабрицио Мария Карминати. Бергамо, Театр Доницетти 2002 / DYNAMIC
- Доницетти. Мария Стюарт. Режиссёр Дейвид Маквайкар. Дирижёр Маурицио Бенини. Елизавета — Эльза ван ден Хевер, Роберто — Мэттью Поленцани, Джордж — Мэттью Роуз, Мария — Джойс Дидонато, Уильям — Джошуа Хопкинс, Джейн (Анна) Кеннеди — Мария Цифчак. Оркестр и хор Метрополитен-оперы. Хореограф Ли Хаусман. Ведущая Дебора Войт. 19 января 2013 г.[1]